# París-Roubaix 1983
La París-Roubaix 1983 fou la 81a edició de la París-Roubaix. La cursa es disputà el 10 d'abril de 1983 i fou guanyada pel neerlandès Hennie Kuiper, que s'imposà en solitari en l'arribada a Roubaix tot i haver caigut dos cops i haver hagut de canviar la bicicleta una vegada. Amb aquesta victòria, Kuiper aconseguia el seu tercer Monument (encara en guanyaria un quart).

## Classificació final
|    | Ciclista                | Equip                            | Temps      |
| -- | ----------------------- | -------------------------------- | ---------- |
| 1  | Hennie Kuiper           | Jacky Aernoudt-Rossin-Campagnolo | 6h 47' 51" |
| 2  | Gilbert Duclos-Lassalle | Peugeot-Shell-Michelin           | + 1' 15"   |
| 3  | Francesco Moser         | Gis-Campagnolo                   | m. t.      |
| 4  | Ronan de Meyer          | Boule d'Or-Colnago               | m. t.      |
| 5  | Marc Madiot             | Renault-Elf-Gitane               | m. t.      |
| 6  | Adrie van der Poel      | Jacky Aernoudt-Rossin-Campagnolo | + 5' 59"   |
| 7  | Patrick Versluys        | Euro Shop-Splendor               | m. t.      |
| 8  | Frank Hoste             | Europdecor-Dries-Eddy Merckx     | + 7' 40"   |
| 9  | Eddy Planckaert         | Euro Shop-Splendor               | m. t.      |
| 10 | Alain Bondue            | La Redoute-Motobecane            | + 8' 40"   |